# Zhang Yan (pittore)
Yan Zhang (Neijiang, 18 novembre 1963) è un pittore cinese.
Zhang Yan, nato a Neijiang nel Sichuan, oltre ad essere un artista cinese specializzato nella pittura ad olio, è anche direttore di documentari e fondatore di Getarts. Le sue pitture ad olio Iron Staff Lama (1993) e The Cradling Arm (2013) sono le prime opere di un artista vivente conservate permanentemente nei Musei Vaticani.

## Biografia
Nato nel 1963 nella città di Neijiang nella provincia del Sichuan in Cina, iniziò a studiare la pittura cinese a soli 12 anni e quella occidentale all'età di 17.
Dal 1992 al 2002 si occupò principalmente della direzione di documentari. 
In particolare, nel 1992 lavorò nel dipartimento speciale della Stazione TV Tibet nella veste di direttore.
Durante il suo periodo in Tibet, ne studiò la cultura e la storia dipingendo le opere ad olio Iron Staff Lama (1993) e Cham Dance (1995). 
Nel 1997, tornò a Pechino ed entrò nel dipartimento dei commenti alle notizie della CCTV. Divenne regista del programma "The Time and Space of the East, The Son of the East" e partecipò inoltre alla produzione del programma di 72 ore per il ritorno di Hong Kong. 
L'anno successivo, i suoi due documentari vennero trasmessi alla festa televisiva internazionale ungherese.
Nel 2001, lavorò nel dipartimento culturale speciale del Centro di Educazione Sociale di CCTV, in cui diresse il programma Exploration and Discovery e produsse il documentario Chinese Train. 
Nel 2002, fu anche il direttore di Ancient Civilization and New Discovery-Archaeological Action of Egyptian Pyramid, che venne trasmesso congiuntamente da CCTV e American National Geographic. 
Nel 2005, per la commemorazione del 60º anniversario della vittoria della guerra antigiapponese del popolo cinese e della vittoria della guerra antifascista mondiale, fece un viaggio speciale come giornalista della colonna "Walking Through China" della CCTV nella Sala della Memoria delle vittime del massacro di Nanchino dagli invasori giapponesi, girandovici un lungometraggio.
Nella veste di artista, donò le sue due pitture Iron Staff Lama (1993) e Cham Dance (1995) a Papa Francesco nel maggio 2017, il quale le trasferì nella celebre collezione dei Musei Vaticani. Inoltre, il suo schizzo a carboncino Snow Saint (2017) fu autografato dal Papa stesso ed appeso nel suo salone privato. 
Nell'ottobre 2017, Zhang Yan donò l’unica replica del suo lavoro Snow Saint (2017) alla Biblioteca Vaticana, una delle più ricche raccolte di manoscritti al mondo. L’artista è riuscito così ad attivare una comunicazione interculturale equa e profonda tra civiltà orientali e occidentali.
Nel 2018 ha ottenuto la diciottesima posizione nella China Contemporary Art List, mentre nel 2019 il suo lavoro Prayer  è stato esposto al Trump National Golf Club nel New Jersey, USA.